# Зимова війна (фільм)
Зимова війна (фін. Talvisota) — фінський воєнний фільм 1989 року, знятий режисером Пеккою Парікка за мотивами роману Антті Туурі «Зимова війна» 1984 року. Дія відбувається під час Зимової війни 1939 року та розповідає історію фінського піхотного полку з Південної Пог'янмаа, ⁣ який б'ється на Карельському перешийку, зосереджуючись головним чином на взводі резервістів з Каугави.
«Зимова війна» вийшла в прокат у Фінляндії 30 листопада 1989 року. Це був найпопулярніший фільм Фінляндії, який переглянули понад 600 000 людей. Він отримав шість премій «Юссі» та був номінантом Фінляндії на 63-тю церемонію вручення премії «Оскар», але не був прийнятий до списку номінантів.

## Сюжет
13 жовтня 1939 року резервістів фінської армії призвали на дійсну службу через зростання загрози вторгнення радянських військ. Мартті та Пааво Хагала, два брати-фермери з Каугави, Південної Пог'янмаа, приєднуються до інших чоловіків з муніципалітету у піввзводі під командуванням другого лейтенанта Юссі Кантоли. Після збору в місцевій школі чоловіки потягом вирушають до Сейняйокі, щоб приєднатися до решти 23-го полку фінської армії під командуванням підполковника Матті Лаурілі. Після тижнів тренувань полк вирушає на Карельський перешийок, де бійці Кантоли допомагають мирним жителям евакуюватися з їхнього села в потенційній зоні бойових дій. Лауріла виголошує промову перед полком перед маршем до річки Тайпале, де люди Кантоли допомагають у будівництві оборонних споруд в рамках підготовки до очікуваного радянського нападу.
6 грудня, у День незалежності Фінляндії, розпочалася битва при Тайпале, і фіни зазнали обстрілу радянською артилерією, яка просувалася до лінії фронту. Червона армія збирається біля фінських окопів, а наступного дня фіни зазнають обстрілу з боку радянських ВПС, коли Червона Армія розпочинає атаку живою хвилею з Т-26, але стримує їх. Пааво поранений і відправлений додому, де він присутній на похороні чотирьох чоловіків з Каугави, загиблих під час нападу. Пааво одужує та повертається на фронт, але невдовзі гине від прямого влучання радянської артилерії перед Мартті. Кілька разів радянські війська атакували та заходили у фінські окопи, але фінам вдавалося їх відкинути. «Кантолі» наказано повернути каземат, ⁣ захоплений радянськими військами, коли він залишив його без нагляду. Фіни вибили радянських військ, але зазнали великих втрат під час штурму та зруйнували каземат. 27 грудня радянські війська припиняють наступ на Тайпалеському фронті, люди Кантоли вирушають до Юляярві для відпочинку та відновлення сил, а Мартті вдається отримати відпустку додому.
Коли Мартті повертається, загін прямує до Вуосалмі поблизу села Айрапяя, щоб перешкодити радянським військам перетнути річку Вуоксі. Фіни намагаються відбити атаки радянської людської хвилі, але зазнають поразки, і Мартті мало не гине, коли радянський солдат дає йому удар по сідниці, змушуючи фінів відступити. 5 березня Мартті, Кантола та фіни, що вціліли, прикривають контратаку бійців Нурмо, але затримка дозволяє радянським військам зайняти вигідну позицію. Фіни стикаються з новими атаками людських хвиль і їх розгромлює маса радянських солдатів. Вранці 13 березня фіни були майже розгромлені, коли бої припинялися об одинадцятій годині, оскільки набув чинності Московський мирний договір.

## У ролях
- Танелі Мекеля — рядовий Мартті Хакала, фермер і досвідчений солдат. Поки полк чекає біля Тайпале, він оре поля фермера, який поїхав до Рауту будувати укріплення.
- Веса Вієрікко — 2-й лейтенант Юссі Кантола, безпосередній начальник Марті. Він додає Пааво до загону Мартті на прохання Мартті.
- Тімо Торікка — рядовий Пентті Саарі. Зазвичай він щось їсть або грає на мандоліні. Він часто скаржиться на брак їжі.
- Хейккі Паавілайнен — рядовий Вільхо Ерккіля. З виглядом студента коледжу він цитує патріотичні вірші в поїзді. Він зведений брат Мартті та Пааво.
- Антті Райвіо — капрал Ерккі Сомпі. Найнижчий чоловік і командир 1-го відділення піввзводу Кантоли, він вперше з'являється, роздаючи пояси та кокарди бійцям у школі Каухава.
- Еско Коверо — капрал медичного персоналу Юхо «Юссі» Пернаа, санітар піввзводу.
- Мартті Суосало — рядовий Арві Хухтала, шабашник, який курить сигарети з вбудованими мундштуками та розчісує волосся, коли нервує.
- Маркку Хухтамо — рядовий Аатос Лайтила. Старший і побожний чоловік, він знаходить гумор у тому, щоб брати радянські пропагандистські листівки заради «трохиго витирання».
- Матті Оннісмаа — капрал Вейкко Корпела. Будучи вправним кулеметником, він потрапляє під постріл з вогнемета танка, але виживає, отримавши лише легкі опіки.
- Конста Мекеля — рядовий Пааво Хакала, молодший брат Мартті.
- Томі Салмела — рядовий Матті Ілінен, старший брат Анни Ілінен. У поїзді він п'є лікер з пляшки, яка, за словами Пентті, належить йому. Він носить синій заводний годинник, цокання якого, здається, заспокоює його нерви.
- Самулі Едельманн — рядовий Маурі Хаапасало, заміна, яка настільки непідготовлена, що Аатос віддає йому свої рукавички.
- Веса Мекеля — лейтенант Йрьо Хаавісто, ад'ютант полковника Лауріли.
- Аарно Сулканен — капітан Кустаа Сіхво. Він приходить до бліндажа, щоб розгризти Кантолу, коли росіяни захоплюють безнаглядний бункер.
- Карі Кільстрьом — лейтенант Йорма Потіла. Він стоїть поруч із полковником Лаурілою, поки та надихає війська.
- Еско Салмінен — підполковник Матті Лауріла, командир 23-го полку фінської армії.
- Арі-Кьості Сеппо — рядовий Ахті Саарі, молодший брат Пентті Саарі. Він наївний і недосвідчений, тому вбивство росіян засмучує його.
- Карі Сорвалі — сержант-майор Ханну Джутіла. Як офіцер логістики, його першим кроком є пошук зниклої польової кухні.
- Еско Ніккарі — рядовий Ірйо «Іллі» Аланен, старший, досвідчений солдат, який майже завжди струже якийсь шматок дерева. Його участь у Громадянській війні у Фінляндії 1918 року вселяє йому байдужість до бойових дій.
- Вілле Віртанен — другий лейтенант Яакко Раджала, зарозумілий офіцер, який затаїв образу на Мартті за незначний акт непокори. Він стає більш скромним, коли бачить справжню природу війни.
- Піркко Хямяляйнен — Мар'ятта Хакала, дружина Мартті.
- Ліна Суому — Лііса Хакала, мати Марті та Пааво. Вона попросила Мартті доглянути за Пааво.
- Тар'я Хейнула — Анна Ілінен, наречена Пааво і сестра Матті Ілінен.
- Міітта Сорвалі — карельська господиня.

## Процес знімання

### Військова техніка
У фільмі зображено широкий спектр справжніх бойових машин та артилерії; а коли вони були недоступні, використовувалися такі види:
- Т-26 ; Легкий піхотний танк (радянський)
- АНТ-40; двомоторний швидкісний бомбардувальник (радянський)
- Полікарпов І-16 ; одномісний винищувач, що використовується для обстрілів (радянський).
- PstK/36 ; 37-мм протитанкова гармата (фінська)

Для імітації трасувальних снарядів використовувалися анімовані спецефекти.

### Музика
Окрім головної назви та музичного супроводу, у фільмі важливу роль відіграють п'ять творів:
- Vilppulan urhojen muistolle — це марш, який співають фінські війська під час маршу 23-го полку з Сейняйокі.
- «Ой, Емма» — традиційний фінський вальс, у якому співачка оплакує поведінку підступної жінки. Це перша мелодія, яку Пентті Саарі грає на своїй мандоліні.
- «Ах, Ісусе Христе, армахда» — це гімн, який грають у соборі Каухава на похороні в середині фільму. Це Вірсі 587 в офіційному збірнику гімнів (Virsikirja) Євангелічно-лютеранської церкви Фінляндії 1938 року.
- «Ich spür in mir» («Я відчуваю в собі») походить з німецького фільму «Мазурка» (1935) про співака, якого судять за вбивство музиканта-хижака. Пентті грає її на своїй мандоліні, а солдати насвистують її, висловлюючи своє невдоволення ситуацією, створеною офіцером[4].

## Нагороди
Пекка Парікка був номінований на премію «Золотий ведмідь» на 40-му Берлінському міжнародному кінофестивалі в 1990 році.
На церемонії вручення премії «Юссі» (головної кінопремії Фінляндії) того ж року фільм отримав шість нагород:
- Найкращий актор: Танелі Мякеля
- Кращий координатор: Раймо Міккола
- Найкраща режисура: Пекка Парікка
- Найкраща музика: Джуха Тікка
- Найкращий звукозапис: Пол Юряля та команда
- Кращий актор другого плану: Веса Вієрікко

Танелі Мякела також отримав нагороду за найкращого актора за роль у цьому фільмі на Руанському кінофестивалі Північних кіно.

## Телесеріал
Розширена телевізійна версія фільму також була зроблена та складалася з п'яти епізодів, кожен тривалістю близько 55 хвилин. Серіал транслювався чотири рази на каналі Yle TV2 : у 1991, 1999, 2009 та 2015 роках.